# Ахилл Татий
Ахи́лл Та́тий, Ахи́лл Та́ций (др.-греч. Ἀχιλλεὺς Τάτιος) — греческий писатель II века н. э., известный в первую очередь как автор романа «Левкиппа и Клитофонт».
Вариант написания фамилии «Таций», кроме России, практикуется также в испанском (исп. Aquiles Tacio), португальском (порт. Aquiles Tácio) и ряде других языков. Единственный источник сведений об этом авторе — статья в словаре Суды (X век), где его фамилия записана как Статий:
Ахиллей Статий (Ἀχιλλεὺς Στάτιος) из Александрии, автор истории о Левкиппе и Клитофонте и других любовных историй в восьми книгах. Он стал в конце концов христианином и епископом. Он написал сочинения «О сфере» (Περὶ σφαίρας), «Об этимологии» (Περὶ ἐτυμολογίας) и «Историческую смесь» (Ἱστορίαν σύμμικτον), упоминающую многих великих и замечательных людей. Его стиль во всех этих произведениях близок стилю любовных историй. 
Замечание составителя Суды о том, что Ахилл был христианином и даже епископом, вызывает большое сомнение. В его романе нельзя найти и слабых намёков на христианские идеи.
Текст сохранившегося астрономического трактата «О сфере» трудно сопоставить со стилем романа.